# Vi subversa
Frances Sokolov (20 de junho de 1935 - 19 de fevereiro de 2016), mais conhecida por seu nome artístico Vi Subversa, foi a vocalista, letrista e guitarrista base da banda anarco-punk britânica Poison Girls.
Subversa nasceu de pais judeus Ashkenazi. Ela passou dois anos em Israel no final dos anos 1950 trabalhando em uma olaria em Beersheba sob Nehemia Azaz, antes de retornar ao Reino Unido. Ela teve dois filhos, Pete Fender (nascido Daniel Sansom, 1964) e Gem Stone (nascido Gemma Sansom, 1967), que se tornaram membros das bandas punk Fatal Microbes e Rubella Ballet.
A primeira apresentação pública de Subversa foi no The Body Show na Sussex University em 1975. Em 1979, aos 44 anos e mãe de dois filhos, ela lançou seu primeiro single com as Poison Girls. Suas letras foram escritas de uma perspectiva punk feminista radical. 
A última aventura musical de Subversa foi com o trio de cabaré Vi Subversa's Naughty Thoughts, que ela formou com Michael Coates e Judy Bayley. Ela fez sua última apresentação ao vivo com Naughty Thoughts na Green Door Store de Brighton em 5 de dezembro de 2015, com The Cravats.

O filho de Subversa, Pete Fender, anunciou no Facebook em 19 de fevereiro de 2016 que ela havia morrido após uma curta doença.